# To Die For
To Die For... – pierwszy album niemieckiej grupy Scream Silence, wydany w 1999 roku.

## Lista utworów
1. Lost Children – 5:41
2. Promise – 5:21
3. Deliverance – 3:51
4. Immortal – 5:55
5. Vampyr – 6:02
6. Illumination – 4:32
7. Secret – 4:13
8. Twilight – 5:26
9. Dust of Souls – 5:07
10. To Die For – 7:13
11. To Die For (Acoustic Version) – 3:12